# Niederdorf, Erzgebirgskreis
Niederdorf är en kommun och ort i Landkreis Erzgebirgskreis i förbundslandet Sachsen i Tyskland. Kommunen har cirka 1 300 invånare.
Kommunen ingår i förvaltningsområdet Stollberg/Erzgeb. tillsammans med kommunen Stollberg/Erzgeb..